# Ossaea boliviensis
Ossaea boliviensis là một loài thực vật có hoa trong họ Mua. Loài này được (Cogn.) Gleason mô tả khoa học đầu tiên năm 1931.